# The Jody Grind
The Jody Grind – album studyjny amerykańskiego pianisty jazzowego Horace’a Silvera oraz współpracujących z nim w kwintecie i sekstecie muzyków, wydany z numerem katalogowym BLP 4250 i BST 84250 w 1967 roku przez Blue Note Records.

## Powstanie
Materiał na płytę został zarejestrowany w kwintecie i sekstecie, odpowiednio 2 (A1, A3, B3) i 23 listopada (A2, B1, B2) 1966 roku przez Rudy'ego Van Geldera w należącym do niego studiu (Van Gelder Studio) w Englewood Cliffs w stanie New Jersey. Produkcją albumu zajął się Alfred Lion.

## Lista utworów
Opracowano na podstawie materiału źródłowego.
Wydanie LP
Strona A
| Nr | Tytuł utworu        | Muzyka        | Długość |
| -- | ------------------- | ------------- | ------- |
| 1. | „The Jody Grind”    | Horace Silver | 5:53    |
| 2. | „Mary Lou”          | Silver        | 7:12    |
| 3. | „Mexican Hip Dance” | Silver        | 5:56    |
|    |                     |               | 19:01   |

Strona B
| Nr | Tytuł utworu   | Muzyka | Długość |
| -- | -------------- | ------ | ------- |
| 1. | „Blue Silver”  | Silver | 6:00    |
| 2. | „Grease Piece” | Silver | 7:34    |
| 3. | „Dimples”      | Silver | 7:18    |
|    |                |        | 20:52   |

## Twórcy
Opracowano na podstawie materiału źródłowego.
Muzycy:
- Horace Silver – fortepian
- Woody Shaw – trąbka
- Tyrone Washington – saksofon tenorowy
- James Spaulding – saksofon altowy (A2, B2, B3), flet (A2)
- Larry Ridley – kontrabas
- Roger Humphries – perkusja

Produkcja:
- Alfred Lion – produkcja muzyczna
- Rudy Van Gelder – inżynieria dźwięku
- Reid Miles – projekt okładki
- Leonard Feather – liner notes